# Associazione Calcio Cesena 1961-1962
Questa pagina raccoglie le informazioni riguardanti l'Associazione Calcio Cesena nelle competizioni ufficiali della stagione 1961-1962.

## Rosa
| N. |                   | Ruolo | Calciatore       |
| -- | ----------------- | ----- | ---------------- |
|    | Italia (bandiera) | P     | Antonio Annibale |
|    | Italia (bandiera) | D     | Eros Beraldo     |
|    | Italia (bandiera) | D     | Benito Boldi     |
|    | Italia (bandiera) | C     | Emilio Bonci     |
|    | Italia (bandiera) | D     | Remo Bonci       |
|    | Italia (bandiera) | D     | Denis Brunazzi   |
|    | Italia (bandiera) | A     | Renzo Burini     |
|    | Italia (bandiera) | D     | Italo Castellani |
|    | Italia (bandiera) | A     | Adelio Colombo   |
|    | Italia (bandiera) | C     | Paolo D'Odorico  |
|    | Italia (bandiera) | A     | Romano Farinelli |

| N. |                   | Ruolo | Calciatore        |
| -- | ----------------- | ----- | ----------------- |
|    | Italia (bandiera) | C     | Oreste Francia    |
|    | Italia (bandiera) | C     | Gianfranco Ganzer |
|    | Italia (bandiera) | C     | Alvaro Gasparini  |
|    | Italia (bandiera) | C     | Leonello Leoni    |
|    | Italia (bandiera) | P     | Giorgio Maraldi   |
|    | Italia (bandiera) | C     | Bruno Pollini     |
|    | Italia (bandiera) |       | Razzani           |
|    | Italia (bandiera) | C     | Luigi Robotti     |
|    | Italia (bandiera) | A     | Guerrino Rossi    |
|    | Italia (bandiera) | C     | Giorgio Turchi    |
|    | Italia (bandiera) |       | Valenzano         |